# 캐벗 해협

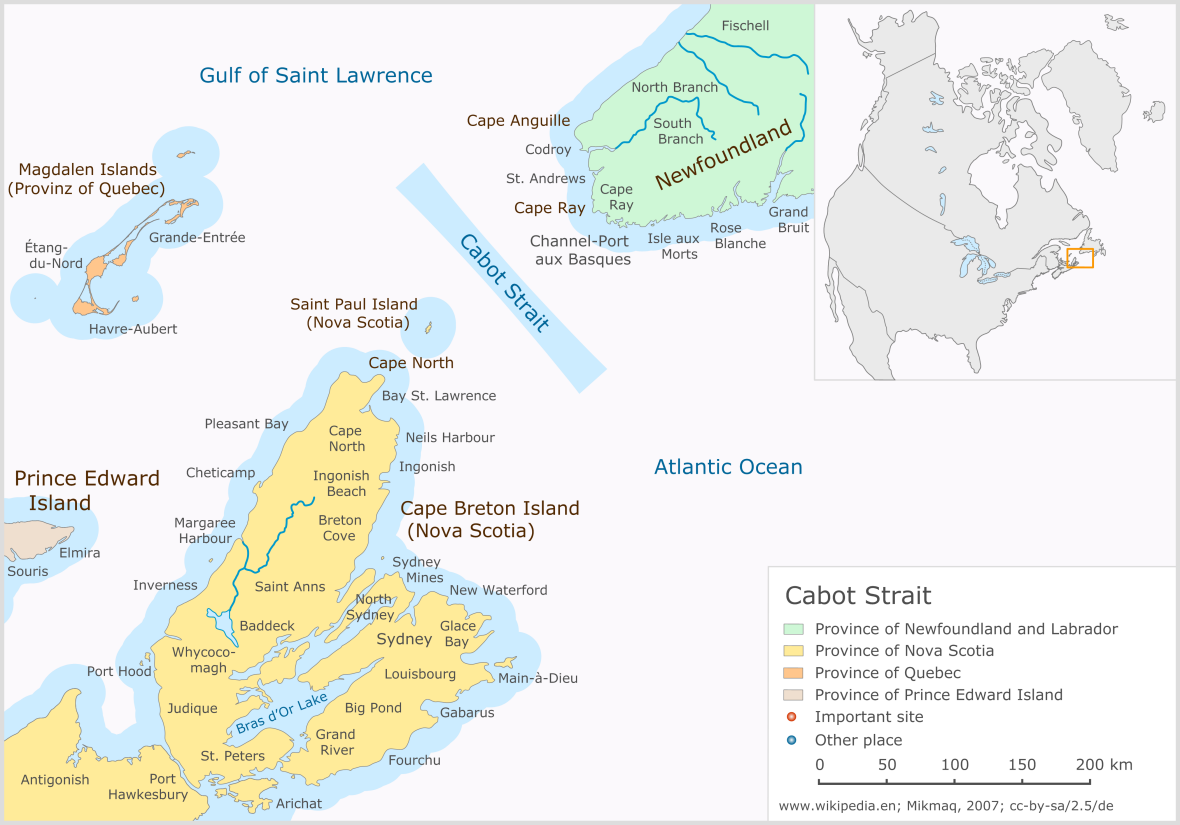
캐벗 해협

캐벗 해협(영어: Cabot Strait, 프랑스어: détroit de Cabot)은 캐나다 뉴펀들랜드섬과 케이프브레턴섬 사이의 해협으로 폭은 약 110 km이다. 세인트로렌스만과 대서양을 잇는 세 해협 중 가장 넓다.
제노바의 탐험가 존 캐벗의 이름을 따서 붙여졌다.